# Бібліотечний форум: історія, теорія і практика

«Бібліотечний форум: історія, теорія і практика» — всеукраїнський науковий і професійний бібліотечний журнал.

## Загальний опис
Журнал зареєстровано 21 грудня 2015 року (Реєстраційне свідоцтво КВ № 21735-11635 Р) як всеукраїнський науковий, інформаційний, щоквартальний. У 2016 році журнал зареєстровано в Міжнародному центрі ISSN у Парижі і присвоєно міжнародний стандартний серійний номер (International Standard Serial Number, ISSN) — ISSN 2518-7341. Він є своєрідним «бібліотечним форумом», дискусійною трибуною та майданчиком, де висвітлюється «історія, теорія і практика» книгозбірень. З липня 2003 року по червень 2015 року журнал видавався з назвою «Бібліотечний форум України» . Головний редактор журналу: Башун Олена Володимирівна, кандидат педагогічних наук.
На сторінках журналу публікуються статті та матеріали всіх видів бібліотек. Журнал є науковим і публікує результати наукових досліджень бібліотекознавців та дослідників галузі бібліотекознавства, окреслює і визначає наукову проблематику, яка потребує дослідження, висвітлює теоретичні бібліотекознавчі аспекти та запрошує до публікації у журналі науковців — докторів та кандидатів наук бібліотечної галузі, заслужених працівників культури, які мають значний досвід роботи. Окрім того, журнал є інформаційним, бо публікує різноманітні матеріали щодо практичних аспектів діяльності книгозбірень України та світу, відображає інноваційні технології бібліотек, надає інформаційну підтримку бібліотекам щодо відображення їх досягнень та практичного досвіду і представляє сучасні досягнення бібліотекарів-практиків. Відповідно до цього у свідоцтві про реєстрацію журналу зазначено, що він є науковим та інформаційним виданням.
Проблематика публікацій у журналі охоплює всі без винятку аспекти бібліотечної галузі, включаючи історичні розвідки щодо бібліотечної галузі в цілому, окремих бібліотек, видатних бібліотекарів та бібліотекознавців. Отже, будь-які історичні аспекти постійно відображаються на сторінках журналу. Теоретичні засади розвитку бібліотечної галузі в цілому та окремих напрямків та аспектів діяльності книгозбірень представляються публікаціями теоретиків із залученням практиків, бо теорія не існує без практики. Тому редакційна політика журналу формується на базі висвітлення всіх аспектів теоретичних розвідок галузі та представленні практичних досягнень кожної книгозбірні.
Українська бібліотечна асоціація виступає інформаційним партнером журналу і всіляко підтримує журнал як єдину демократичну трибуну для українських книгозбірень різного рівня та підпорядкування. У журналі відображається діяльність Української бібліотечної асоціації, роботи її секцій, розроблені документи тощо.
Журнал співпрацює з авторами і публікує раніше не опубліковані статті з вище окресленої бібліотечної проблематики.
Бібліотекарям надається безкоштовна правова допомога та консультаційні послуги шляхом подання запитання юристу. Для цього можна скористатися зручною електронною формою за адресою https://web.archive.org/web/20161104060732/http://bbsh10.blogspot.com/ або надіслати запитання до редакції.
За 2015—2016 рр. вийшло шість номерів журналу, де надруковано 114 статей, з яких 22 (20 %) статті докторів та кандидатів наук, заслужених працівників культури.